# Thoracotremata
Phân nhánh Lỗ ngực hay phân nhánh Hung khổng (danh pháp khoa học: Thoracotremata) là một nhánh chứa các loài cua, bao gồm những con cua mà các lỗ sinh dục ở cả hai giới đều nằm trên tấm cứng che ngực, chứ không phải là trên chân. Nó bao gồm 18-20 họ cua trong 4 liên họ.

## Từ nguyên
Thoracotremata: Từ tiếng Hy Lạp cổ θώραξ (thṓrax, "tấm che ngực, yếm, áo giáp, ngực"). và τρῆμα (trêma, "lỗ, khổng"), là để nói tới đặc điểm các lỗ sinh dục của cua đực và cua cái đều nằm trên tấm cứng che ngực.

## Phân loại
- Ocypodoidea
  - Camptandriidae
  - Dotillidae
  - Heloeciidae
  - Macrophthalmidae
  - Mictyridae
  - Ocypodidae
  - Ucididae (có thể chỉ là phân họ Ucidinae trong họ Ocypodidae).
  - Xenophthalmidae
- Pinnotheroidea
  - Pinnotheridae
  - Aphanodactylidae[4]
- Cryptochiroidea
  - Cryptochiridae
- Grapsoidea
  - Gecarcinidae
  - Glyptograpsidae
  - Grapsidae
  - Leptograpsodidae Guinot, Ng & Rodriguez Moreno, 2018[3]
  - Percnidae
  - Plagusiidae
  - Sesarmidae
  - Varunidae
  - Xenograpsidae

## Phát sinh chủng loài
Cây phát sinh chủng loài dưới đây vẽ theo van der Meij & Schubart (2014).

|  | Glyptograpsidae - Grapsoidea |
|  |                              |
|  | Heloeciidae - Ocypodoidea    |
|  |                              |

|  | Pinnotheridae - Pinnotheroidea |
|  |                                |
|  | Ocypodidae - Ocypodoidea       |
|  |                                |

|  | Glyptograpsidae - Grapsoidea |
|  |                              |
|  | Heloeciidae - Ocypodoidea    |
|  |                              |

|  | Pinnotheridae - Pinnotheroidea |
|  |                                |
|  | Ocypodidae - Ocypodoidea       |
|  |                                |

|  | Glyptograpsidae - Grapsoidea |
|  |                              |
|  | Heloeciidae - Ocypodoidea    |
|  |                              |

|  | Pinnotheridae - Pinnotheroidea |
|  |                                |
|  | Ocypodidae - Ocypodoidea       |
|  |                                |

|  | Glyptograpsidae - Grapsoidea |
|  |                              |
|  | Heloeciidae - Ocypodoidea    |
|  |                              |

|  | Pinnotheridae - Pinnotheroidea |
|  |                                |
|  | Ocypodidae - Ocypodoidea       |
|  |                                |

|  | \| \| Macrophthalmidae (Hemiplax) - Ocypodoidea \| \| \| \| \| \| Varunidae (Austrohelice) - Grapsoidea \| \| \| \| |
|  | |
|  | Varunidae - Grapsoidea                                                                                              |
|  | |
|  | Macrophthalmidae (Hemiplax) - Ocypodoidea                                                                           |
|  | |
|  | Varunidae (Austrohelice) - Grapsoidea                                                                               |
|  | |

|  | Macrophthalmidae (Hemiplax) - Ocypodoidea |
|  |                                           |
|  | Varunidae (Austrohelice) - Grapsoidea     |
|  |                                           |

|  | \| \| Macrophthalmidae (Hemiplax) - Ocypodoidea \| \| \| \| \| \| Varunidae (Austrohelice) - Grapsoidea \| \| \| \| |
|  | |
|  | Varunidae - Grapsoidea                                                                                              |
|  | |
|  | Macrophthalmidae (Hemiplax) - Ocypodoidea                                                                           |
|  | |
|  | Varunidae (Austrohelice) - Grapsoidea                                                                               |
|  | |

|  | Macrophthalmidae (Hemiplax) - Ocypodoidea |
|  |                                           |
|  | Varunidae (Austrohelice) - Grapsoidea     |
|  |                                           |

|  | Percnidae - Grapsoidea   |
|  |                          |
|  | Mictyridae - Ocypodoidea |
|  |                          |

|  | \| \| Dotillidae - Ocypodoidea \| \| \| \| \| \| Xenophthalmidae - Ocypodoidea \| \| \| \| |
|  |                                                                                            |
|  | Camptandriidae - Ocypodoidea                                                               |
|  |                                                                                            |
|  | Dotillidae - Ocypodoidea                                                                   |
|  |                                                                                            |
|  | Xenophthalmidae - Ocypodoidea                                                              |
|  |                                                                                            |

|  | Dotillidae - Ocypodoidea      |
|  |                               |
|  | Xenophthalmidae - Ocypodoidea |
|  |                               |

|  | Glyptograpsidae - Grapsoidea |
|  |                              |
|  | Heloeciidae - Ocypodoidea    |
|  |                              |

|  | Pinnotheridae - Pinnotheroidea |
|  |                                |
|  | Ocypodidae - Ocypodoidea       |
|  |                                |

|  | Glyptograpsidae - Grapsoidea |
|  |                              |
|  | Heloeciidae - Ocypodoidea    |
|  |                              |

|  | Pinnotheridae - Pinnotheroidea |
|  |                                |
|  | Ocypodidae - Ocypodoidea       |
|  |                                |

|  | Glyptograpsidae - Grapsoidea |
|  |                              |
|  | Heloeciidae - Ocypodoidea    |
|  |                              |

|  | Pinnotheridae - Pinnotheroidea |
|  |                                |
|  | Ocypodidae - Ocypodoidea       |
|  |                                |

|  | Glyptograpsidae - Grapsoidea |
|  |                              |
|  | Heloeciidae - Ocypodoidea    |
|  |                              |

|  | Pinnotheridae - Pinnotheroidea |
|  |                                |
|  | Ocypodidae - Ocypodoidea       |
|  |                                |

|  | \| \| Macrophthalmidae (Hemiplax) - Ocypodoidea \| \| \| \| \| \| Varunidae (Austrohelice) - Grapsoidea \| \| \| \| |
|  | |
|  | Varunidae - Grapsoidea                                                                                              |
|  | |
|  | Macrophthalmidae (Hemiplax) - Ocypodoidea                                                                           |
|  | |
|  | Varunidae (Austrohelice) - Grapsoidea                                                                               |
|  | |

|  | Macrophthalmidae (Hemiplax) - Ocypodoidea |
|  |                                           |
|  | Varunidae (Austrohelice) - Grapsoidea     |
|  |                                           |

|  | \| \| Macrophthalmidae (Hemiplax) - Ocypodoidea \| \| \| \| \| \| Varunidae (Austrohelice) - Grapsoidea \| \| \| \| |
|  | |
|  | Varunidae - Grapsoidea                                                                                              |
|  | |
|  | Macrophthalmidae (Hemiplax) - Ocypodoidea                                                                           |
|  | |
|  | Varunidae (Austrohelice) - Grapsoidea                                                                               |
|  | |

|  | Macrophthalmidae (Hemiplax) - Ocypodoidea |
|  |                                           |
|  | Varunidae (Austrohelice) - Grapsoidea     |
|  |                                           |

|  | Percnidae - Grapsoidea   |
|  |                          |
|  | Mictyridae - Ocypodoidea |
|  |                          |

|  | \| \| Dotillidae - Ocypodoidea \| \| \| \| \| \| Xenophthalmidae - Ocypodoidea \| \| \| \| |
|  |                                                                                            |
|  | Camptandriidae - Ocypodoidea                                                               |
|  |                                                                                            |
|  | Dotillidae - Ocypodoidea                                                                   |
|  |                                                                                            |
|  | Xenophthalmidae - Ocypodoidea                                                              |
|  |                                                                                            |

|  | Dotillidae - Ocypodoidea      |
|  |                               |
|  | Xenophthalmidae - Ocypodoidea |
|  |                               |